# ГАЕС Пушіхе
ГАЕС Пушіхе (蒲石河抽水蓄能电站) — гідроакумулювальна електростанція на північном сході Китаю у провінції Ляонін.
Нижній резервуар станції створили на річці  Пушіхе (права притока прикордонної із Північною Кореєю річки Ялуцзян) за допомогою бетонної гравітаційної греблі висотою 34 метри, довжиною 336 метрів та шириною по гребеню від 10 до 17 метрів. Це сховище має об'єм 29,1 млн м3 (корисний об'єм 12,8 млн м3) та коливання рівня поверхні в операційному режимі між позначками 62 та 66 метрів НРМ.
Верхній резервуар створили у гірському масиві на лівобережжі Пушіхе за допомогою кам'яно-накидної греблі із бетонним облицюванням висотою 77 метрів, довжиною 691 метр та шириною по гребеню 8 метрів. Вона утримує водойму з об'ємом 12,6 млн м3 (корисний об'єм 10,3 млн м3) та коливанням рівня поверхні в операційному режимі між позначками 360 та 392 метри НРМ.
Резервуари розташовані на відстані 2,5 км один від одного, а поміж ними знаходиться підземний машинний зал розмірами 170х20 метрів при висоті 60 метрів. Він з'єднаний із верхнім сховищем за допомогою двох тунельних трас, кожна з яких включає верхню та нижню горизонтальні секції й розташовану поміж ними похилу ділянку. З нижнім резервуаром зал сполучений через один тунель діаметром 11,5 метра. Безпосередньо до/від гідроагрегатів ресурс подається/відводиться по патрубках з діаметром 5 метрів.
Основне обладнання станції становлять чотири оборотні турбіни типу Френсіс потужністю по 300 МВт, які використовують напір від 294 до 330 метрів. Станція має проєктний річний виробіток на рівні 1860 млн кВт·год електроенергії при споживанні для зворотного закачування 2409 млн кВт·год.
Зв'язок з енергосистемою відбувається за допомогою ЛЕП, розрахованою на роботу під напругою 500 кВ.